# Gary Austin
Gary Austin (geboren als Gary Moore, Duncan, Oklahoma, 18 oktober 1941 - Los Angeles, 1 april 2017) was een Amerikaanse komiek, schrijver, zanger, regisseur, improvisatietheaterdocent en de oprichter van The Groundlings.
In 1974 richtte hij The Groundlings op, een non-profit improvisatietheater en school, die veel bekende Amerikaanse acteurs heeft voortgebracht. Onder andere Helen Hunt en Helen Slater had hij in de klas.
Austin heeft twee soloshows geschreven: "Church" en "Oil".